# La Roue (Anderlecht)
Pour les articles homonymes, voir La Roue.
Le quartier de La Roue (en néerlandais : Het Rad) est un quartier du sud de la commune d'Anderlecht (Région de Bruxelles-Capitale). C'est l'un des plus grands quartiers de cette commune et l'une des cités-jardins de la région bruxelloise qui possède des petites maisons modestes et pittoresques ainsi offrant une grande vision d'un quartier ouvrier bruxellois. Le quartier est également proche de l'un des plus importants campus d'industrie agro-alimentaire du Brabant et d'autres grands magasins populaires.
Longé par la rive droite du canal Bruxelles-Charleroi et voisinant la commune de Leeuw-Saint-Pierre, le quartier est traversé par le dernier bout de la chaussée de Mons et desservi par la station de métro éponyme ainsi que deux autres : "Bizet" et "CERIA".

## Histoire
L'origine du nom de la Roue provient d'un lieu-dit qui rappelle l'érection d'une roue de supplice. Au Moyen Âge, c'est à l'est de ce quartier que se trouvait l'ancien hameau d'Aa et au sud le château seigneural d'Aa : château de Waesbroeck.

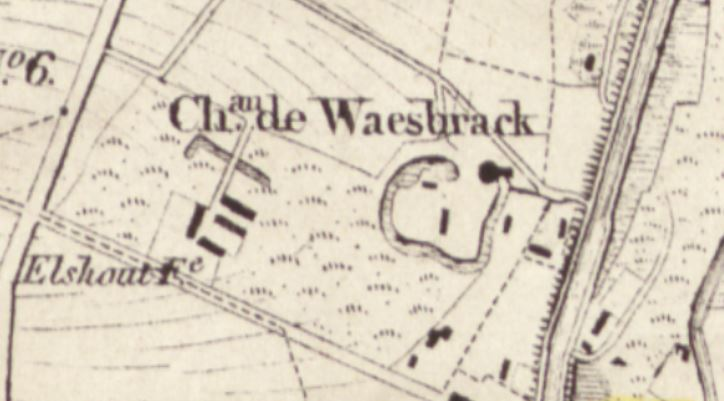
Le château de Waesbroeck sur le plan de Vandermaelen (1846).

La carte de Ferraris, datée de 1777, montre un château de Waesbroeck dont le domaine est enserré entre la chaussée de Bruxelles (aujourd'hui la chaussée de Mons) et la Senne. La racine -broeck en néerlandais signifie marais, environnement caractéristique de la région.
Une place porte ce nom depuis 1922.
Le nom de quartier de La Roue provient d'un cabaret du XVIIe siècle, autour duquel s'est construit un petit hameau puis une cité-jardin au début du XXe siècle.
Entre 1850 et 1900, la population bruxelloise triple. On voûte la rivière Senne pour des raisons sanitaires mais aussi pour de lourdes pressions immobilières. Les cités-jardins sont remarquables par leur intérêt historique, architectural, urbanistique et sociologique,. Deux écoles primaires sont créées ainsi qu’un gymnase et des douches publiques. Des venelles permettent le transport du charbon à l’arrière des maisons.
Si ces maisons sociales étaient à l’époque à la pointe de l’architecture et représentaient un progrès important pour les populations ouvrières du début du XXe siècle siècle, elles ne répondent plus aux normes en matière de logements. Pendant des années, plusieurs maisons ouvrières de la commune étaient pratiquement laissées à l’abandon à cause du coût de rénovation qui est lourd à porter.

## Secteurs
- "Bizet" : Le haut du quartier assez dynamisé par les commerces et écoles proches
- "Colombophiles" : Le bas du quartier plus verdoyant accosté par le chemin de fer et le Campus du CERIA

## Curiosités et sites importants
- Campus du CERIA
- Unité scoute Saint Joseph BH 121
- Siège de Coca-Cola Belgium SA
- Grand magasin d'ameublements et décoration "IKEA"
- Brico Plan-It (anciennement Leroy Merlin) Grand magasin de construction et bricolage
- Dépôt De Lijn, ancien dépôt et gare des chemins de fer vicinaux (SNCV)

## Espaces verts
- Parc des colombophiles

## Accès
- 16 Anderlecht-Sud / Sint-Pieters-Leeuw
- (depuis centre-ville ou Halle)

## Aperçu du quartier
| Liste des adresses | Plan du quartier |
| --- | ---------------- |
| - chaussée de Mons (>1005) - place Bizet - petite rue aux Loups - rue des Résédas - place de La Roue - rue des Loups - rue Hector Genard - quai de Veeweyde - rue Arthur Dehem - avenue de la Société Nationale - rue Jacques Boon - rue des Bateliers - rue de l'Énergie - rue de la Volonté - rue de la Solidarité - place Ministre Wauters - rue des Fraises - rue des Grives - avenue Emile Gryson - avenue Marc-Henri Van Laer - sentier de la Drève - avenue de la Persévérance - rue de la Mécanique - avenue Guillaume Melckmans - rue Clémant De Cléty - avenue Maxweiler - rue Hoorickx - avenue des Droits de l'Homme - plaine des Loisirs - place du Confort - rue des Colombophiles - rue de la Tranquillité - rue des Plébéiens - rue Van Winghen - rue du Savoir - rue de l'Architecture - rue Walcourt - rue Henri Deleers - allée Paul Ooghe - rue Robert Buyck - petite rue du Moulin - rue des Huit Heures - rue de la Sympathie | Plan du quartier |